# Joh. Enschedé
Koninklijke Joh. Enschedé B.V. (ang. Royal Joh. Enschedé) – holenderskie przedsiębiorstwo zajmujące się drukiem zabezpieczonym banknotów, dokumentów, znaczków pocztowych, a także specjalizująca się w systemach zabezpieczających płatności i łańcuchy dostaw. W 2003 roku królowa Beatrycze zezwoliła na posługiwanie się przez przedsiębiorstwo tytułem honorowym Koninklijke (pol. królewski).

## Historia
W 1703 roku Izaak Enschedé wraz ze swoim synem Johannesem założyli w mieście Haarlem drukarnię. Nazwa pochodzi od skrótu imienia Johannesa oraz nazwiska. W 1737 roku władze miejskie postanowiły, że Joh. Enschedé zostanie oficjalną drukarnią miejskiej gazety „Opregte Haarlemsche Courant”, która jest obecnie jedną z najstarszych wydawanych gazet na świecie.
W połowie XVIII wieku drukarnia zatrudniła Joana Michaela Fleischmana w roli rytownika czcionek i nut. Jego czcionka została wykorzystana m.in. w druku holenderskiego wydania Versuch einer gründlichen Violinschule Leopolda Mozarta. Prace Fleischmana zostały uznane za bardzo udane. Ich unikalność, dopracowanie sprawiły, że postanowiono wykorzystywać je nie tylko do druku, ale również jako formę zabezpieczenia banknotów.
W 1810 roku Joh. Enschedé zaczęła druk pierwszych banknotów dla Holenderskiej Kompanii Zachodnioindyjskiej oraz Holenderskiej Kompanii Wschodnioindyjskiej. Natomiast cztery lata później rozpoczęła druk banknotów dla nowo powstałego De Nederlandsche Bank.
W 1866 roku Joh. Enschedé zaczęła produkcję znaczków pocztowych. Pierwsze z nich przedstawiały króla Wilhelma III. Z czasem znaczki stały się główną płaszczyzną działalności drukarni. Następnie, w XX wieku, Joh. Enschedé zaczęła rozszerzać swoją działalność i ofertę o druk wiz, czeków bankowych, znaczków skarbowych i certyfikatów.
Od 2000 roku drukarnia zajmuje się drukiem banknotów euro. W 2003 roku, ze względu na jakość produkcji i zasługi, królowa Beatrycze nadała przedsiębiorstwu prawo posługiwania się przed swoją nazwą honorowym tytułem „królewski”.
W swojej historii Joh. Enschedé drukowała banknoty dla:
- Antyli Holenderskich[5],
- Armenii[6],
- Aruby[7],
- Brazylii[8],
- Curaçao[9],
- Holandii[10][11],
- Holenderskich Indii Wschodnich[12],
- Indonezji[13],
- Izraela (banknoty emisji Banku Izraela)[14],
- Demokratycznej Republiki Konga[15],
- Luksemburga[16],
- Nowej Gwinei Holenderskiej[17],
- Surinamu[18],
- Syrii[19]

## Galeria

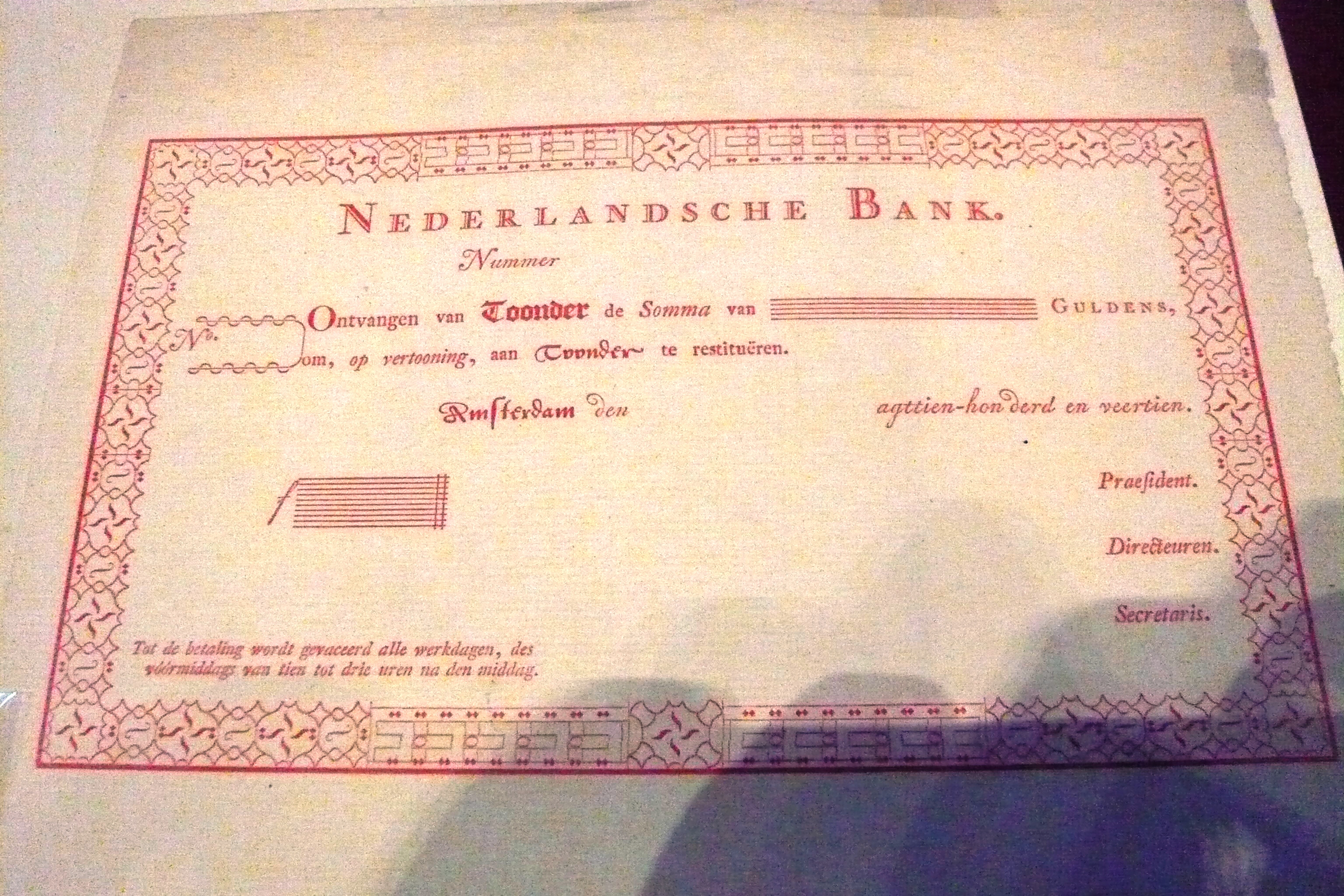
Banknot wydrukowany przez Joh. Enschedé z zabezpieczeniami Fleischmana na obrzeżach
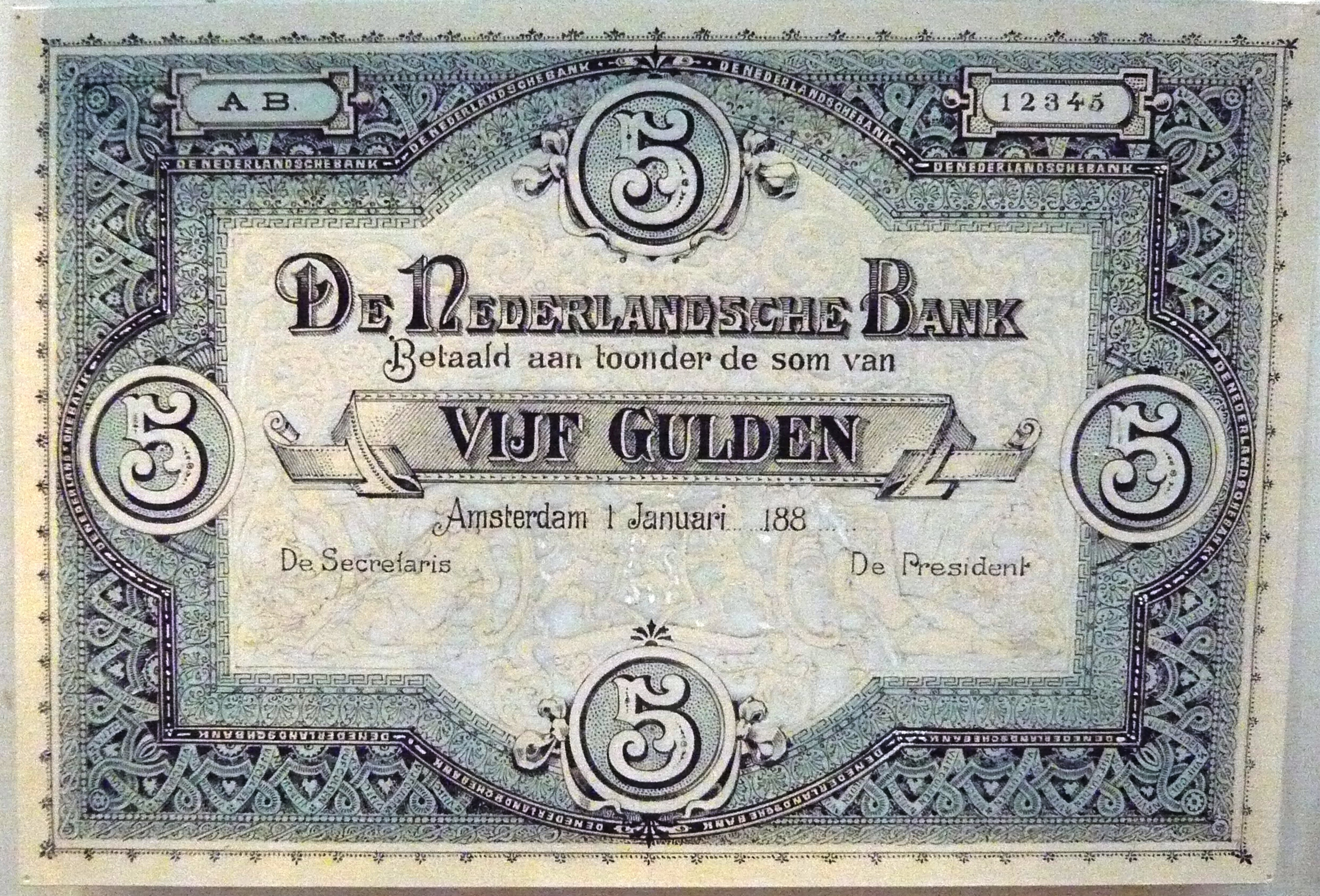
Banknot o nominale 5 guldenów wydrukowany przez Joh. Enschedé
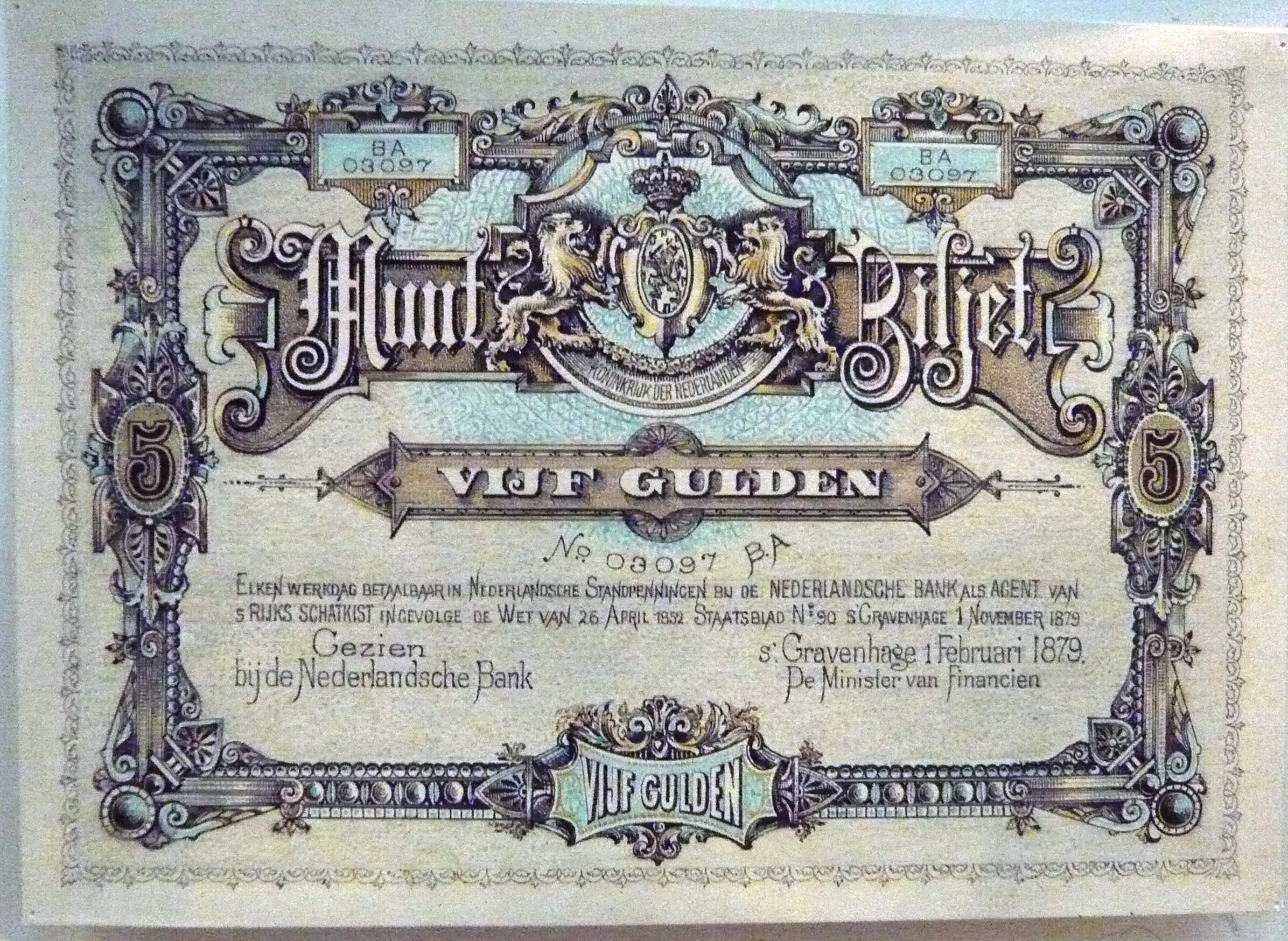
Banknot o niminale 5 guldenów z 1879 roku
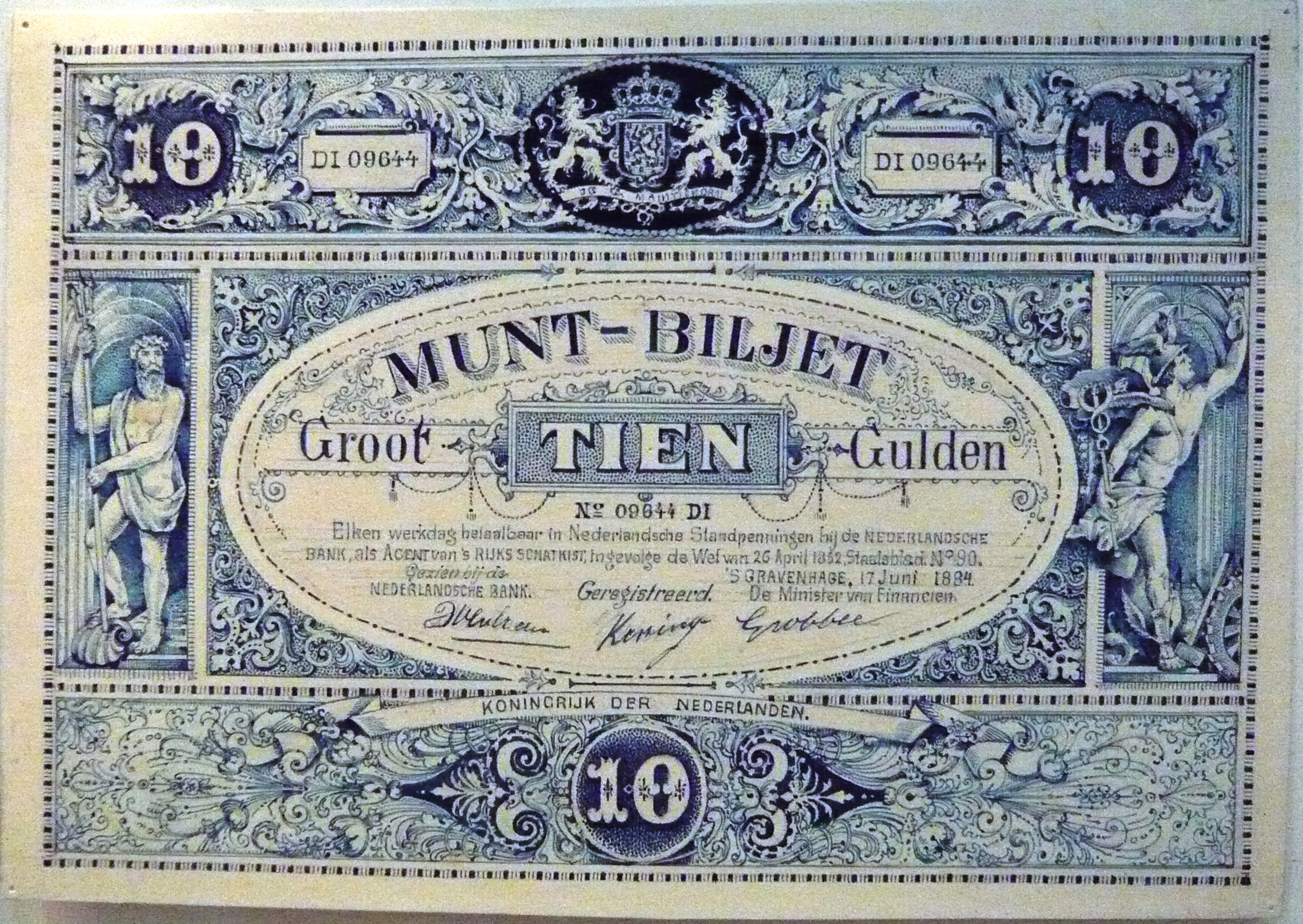
Banknot o nominale 10 guldenów z 1891 roku
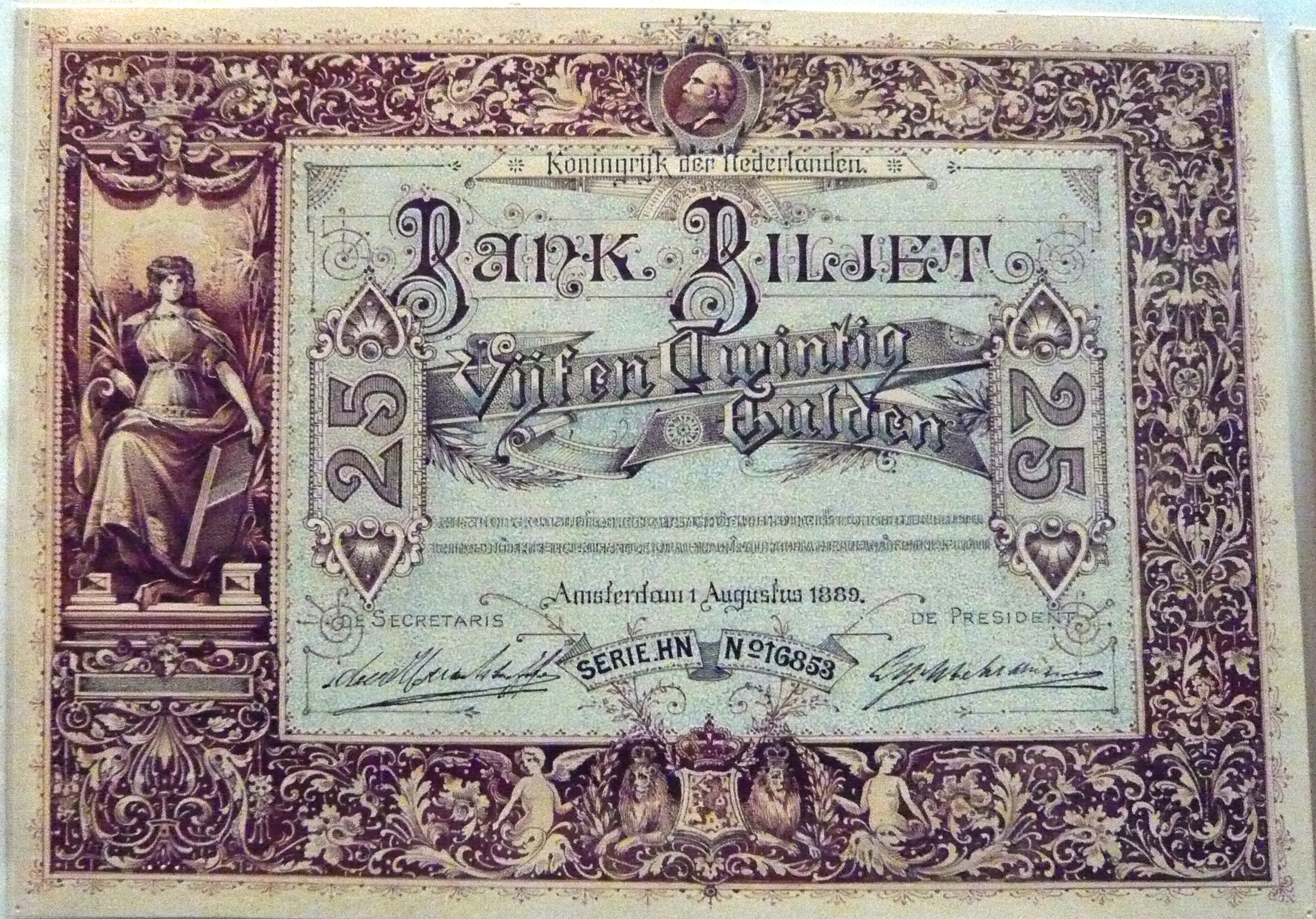
Banknot o nominale 25 guldenów z 1889 roku